# Braakmolen (Goor)
De Braakmolen is een korenmolen in het stadje Goor in de provincie Overijssel. De molen maalt wekelijks dankzij enkele vrijwillige molenaars.
De molen werd in 1856 gebouwd met onderdelen van enkele andere molens: de molen van Jobbega uit Goor, een oliemolen uit het Westland en de Stoevelaarsmolen (standerdmolen) uit Goor. De voeghouten bestaan uit bijna onbewerkte boomstammen. In 1882 wordt de molen gekocht door de molenaarszoon W.A. Otte. In 1915 heeft de eigenaar ook een stoommaalderij gekocht aan de Middenstraat waar hij in 1920 naar verhuist. Als gevolg van het gebruik van deze motorkracht komt de molen in 1923 buiten bedrijf. In de crisisjaren wordt er tussen 1933 en 1937 regeringsrogge gemalen voor veevoer. In 1942 is de bovenas nog vervangen door een uit 1874 stammende van de fabrikant. Penn & Bauduin te Dordrecht met nummer 367 en een lengte van 5,40 meter.
Na ernstig in verval te zijn geraakt wordt de molen in opdracht van de gemeente gerestaureerd in 1951. De molen krijgt Ten Have kleppen op de binnenroede en van Busselneuzen op beide roeden, opslagsilo's en een regulateur. In 1972 wordt de molen voor 43.460 gulden aan de gemeente verkocht, die de molen in 1974 voor 1 gulden aan de Vereniging De Hollandsche Molen, de huidige eigenaar, door verkoopt. In 1988 wordt de op 4,40 m hoogte zittende stelling vernieuwd en een opslagschuur afgebroken. In 1990 wordt een achtkantstijl vernieuwd en krijgen twee velden nieuw riet.
De molen heeft één maalkoppel met 16der (140 cm doorsnede) kunststenen, die niet alleen door de wind maar ook elektrisch door een 35 pk motor kunnen worden aangedreven via een aandrijfriem over een aandrijfwiel op de bolspil.
Het wiekenkruis met een vlucht van 22,50 meter is op beide gelaste roeden uitgerust met het Systeem van Bussel, op de binnenroede in combinatie met Ten Have-kleppen en op de buitenroede met zeilen.
De kap van de molen draait op kruineuten. Voor het kruien van de kap zit er op de staart een kruiwiel.
De molen wordt gevangen (geremd) met een ijzeren bandvang.
Het luiwerk kan zowel door de wind als elektrisch aangedreven worden. De elektromotor staat boven in de molen onder de kap.
In de molen zit een ijzeren mengketel aangedreven door de ernaast staande elektromotor en een houten mengketel, die zowel door de wind als elektrisch kan worden aangedreven door de elektromotor boven in de molen.

## Overbrengingen
- Het bovenwiel heeft 53 kammen met een steek van 11,5 cm.
- De bonkelaar heeft 26 kammen. De koningsspil draait hierdoor 2,04 keer sneller dan de bovenas.
- Het spoorwiel heeft 69 kammen met een steek van 9,5 cm.
- Het steenrondsel heeft 24 staven. De steenspil draait hierdoor 2,875 keer sneller dan de koningsspil.

Hierdoor draait de loper 5,86 maal sneller dan de bovenas.

## Fotogalerij

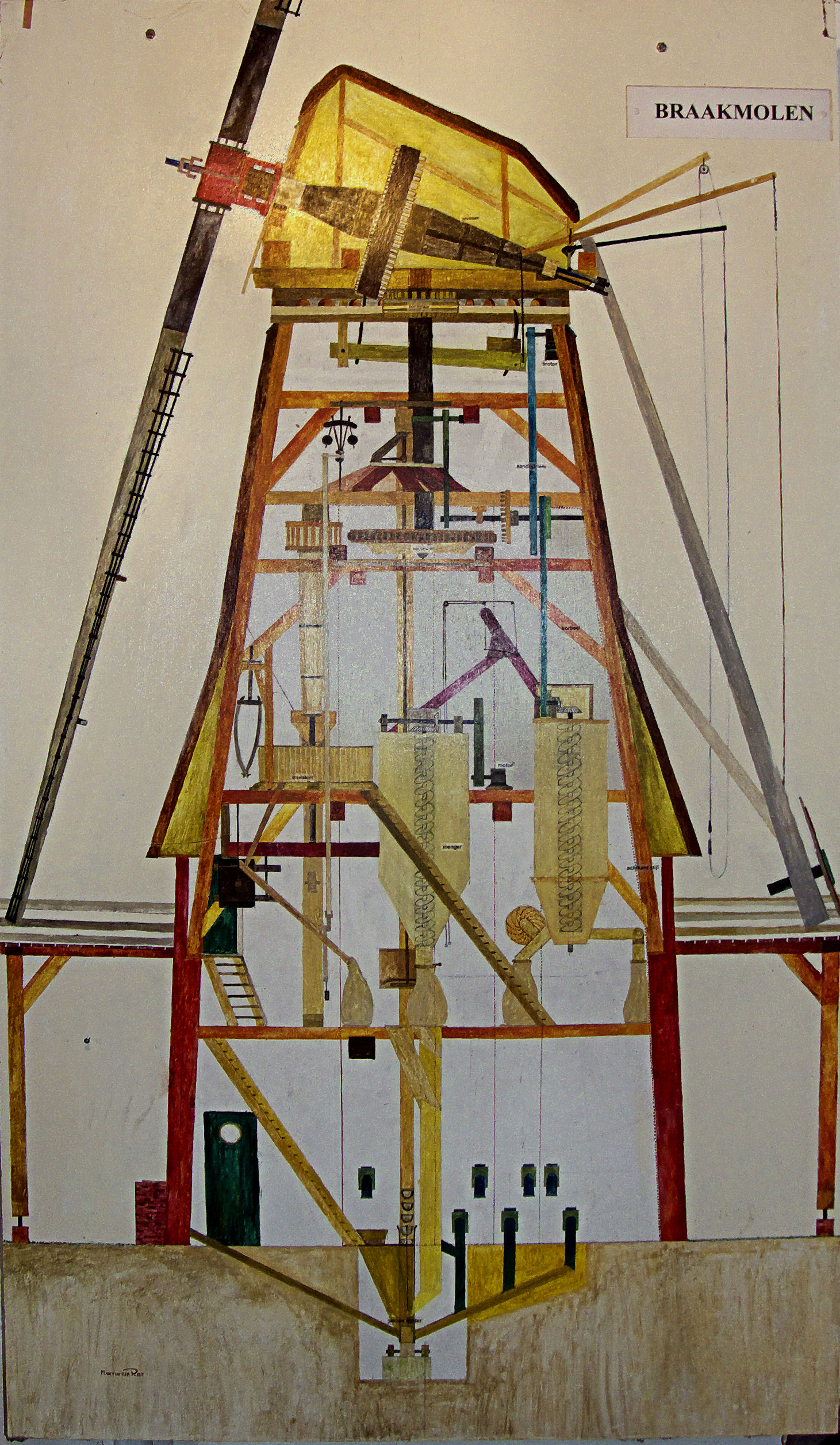
Inrichting
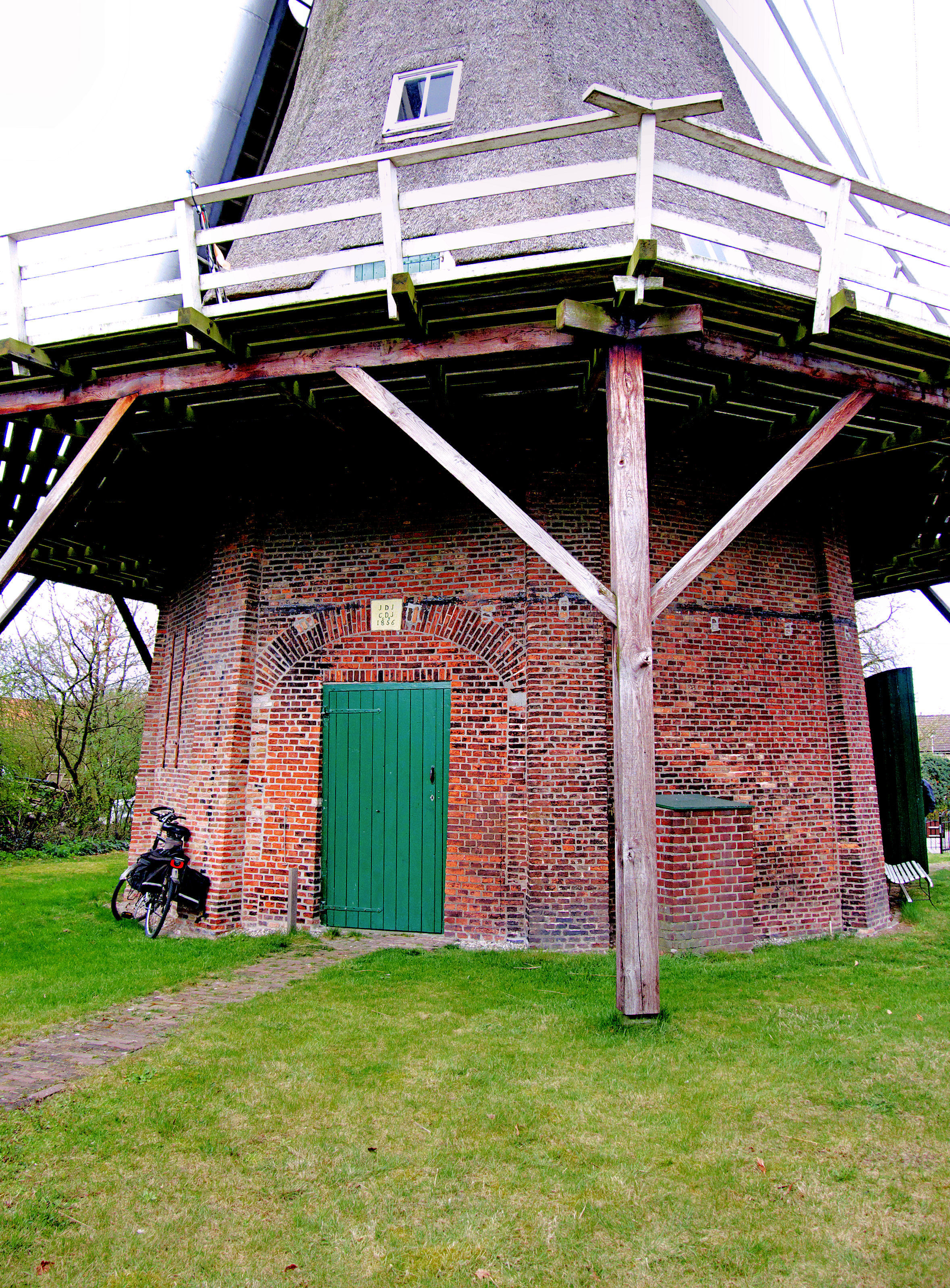
Stenen voet met toegangsdeur
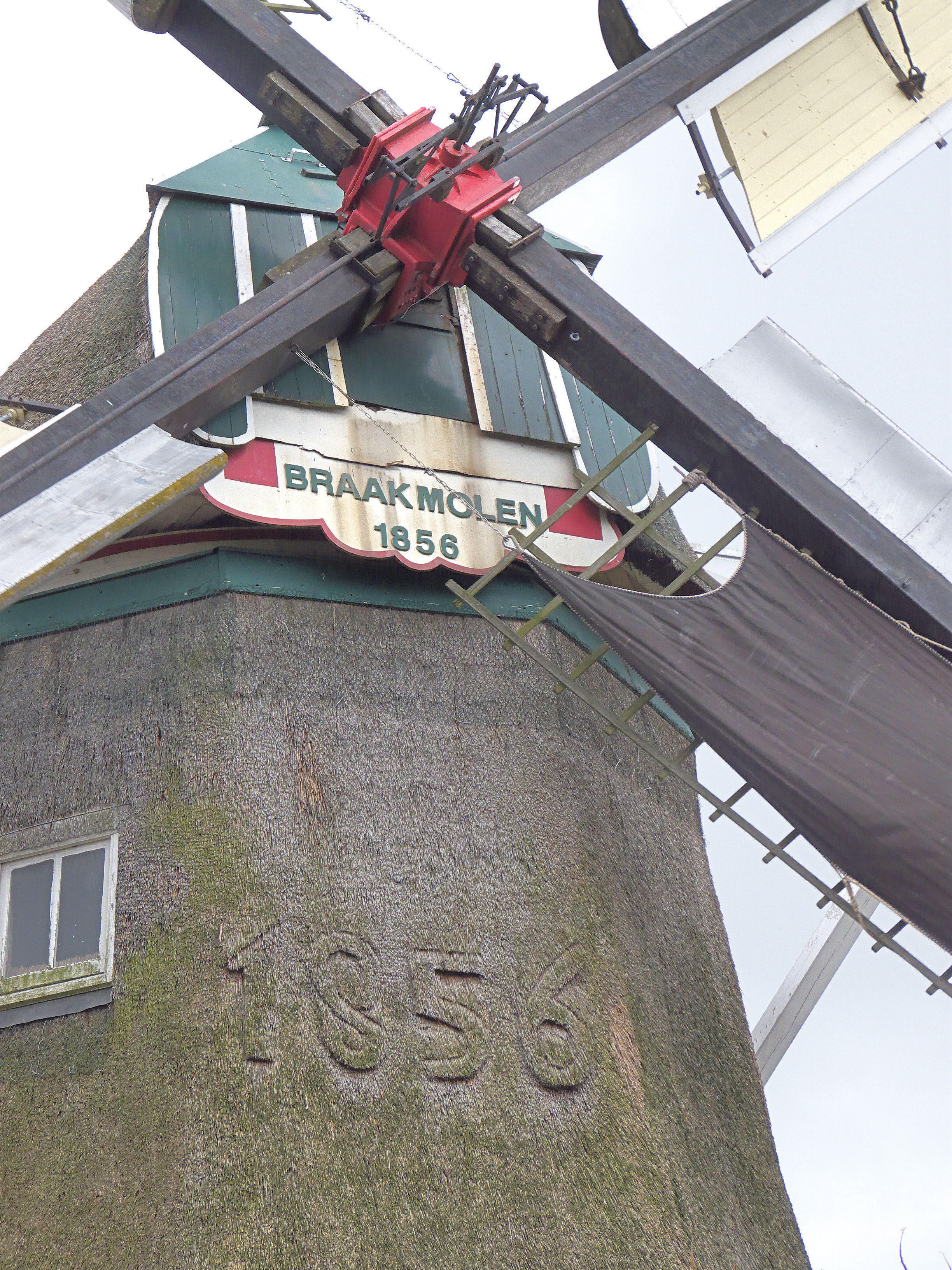
Ten Have-klep en van Busselneus
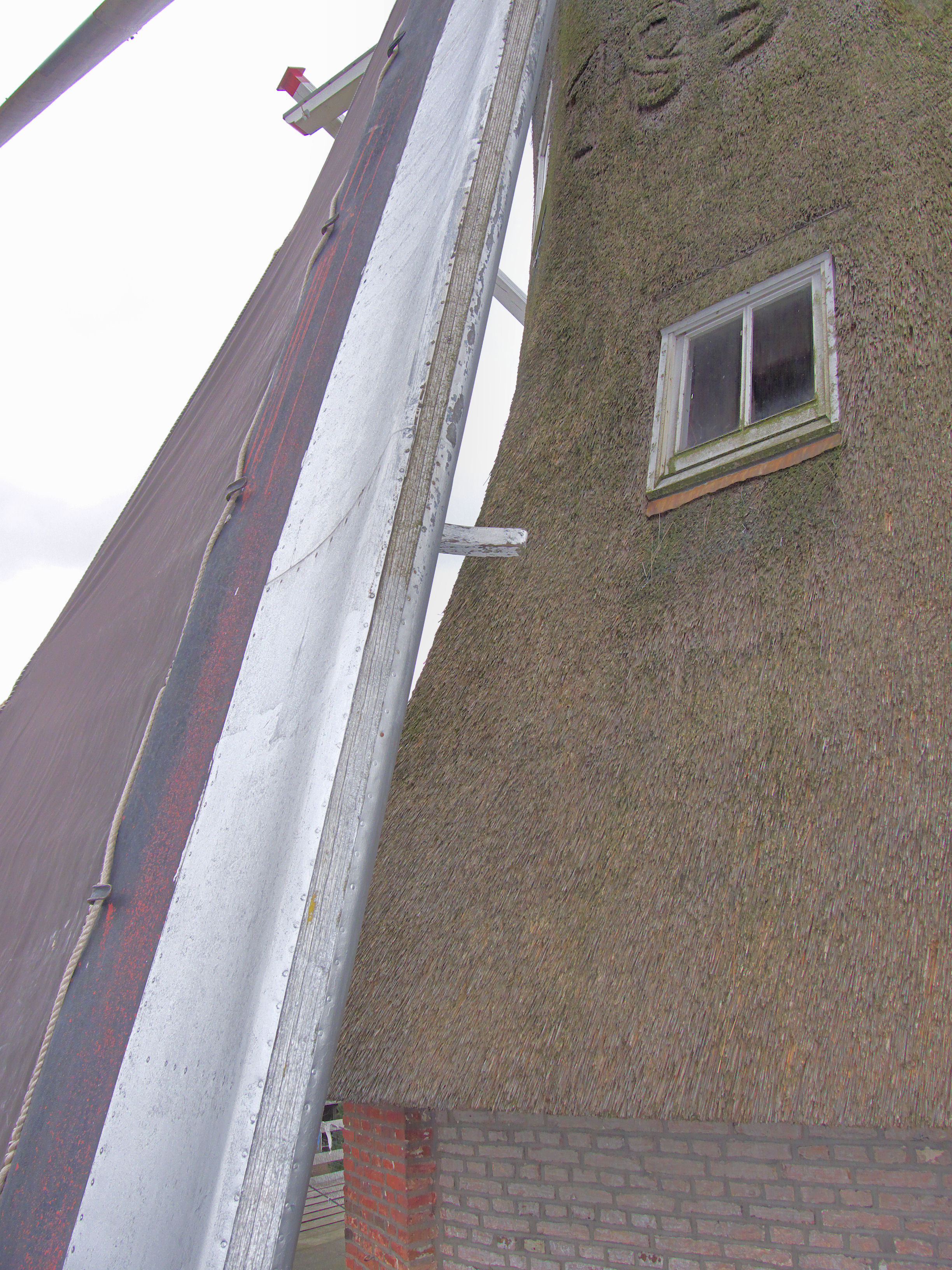
Van Busselneus
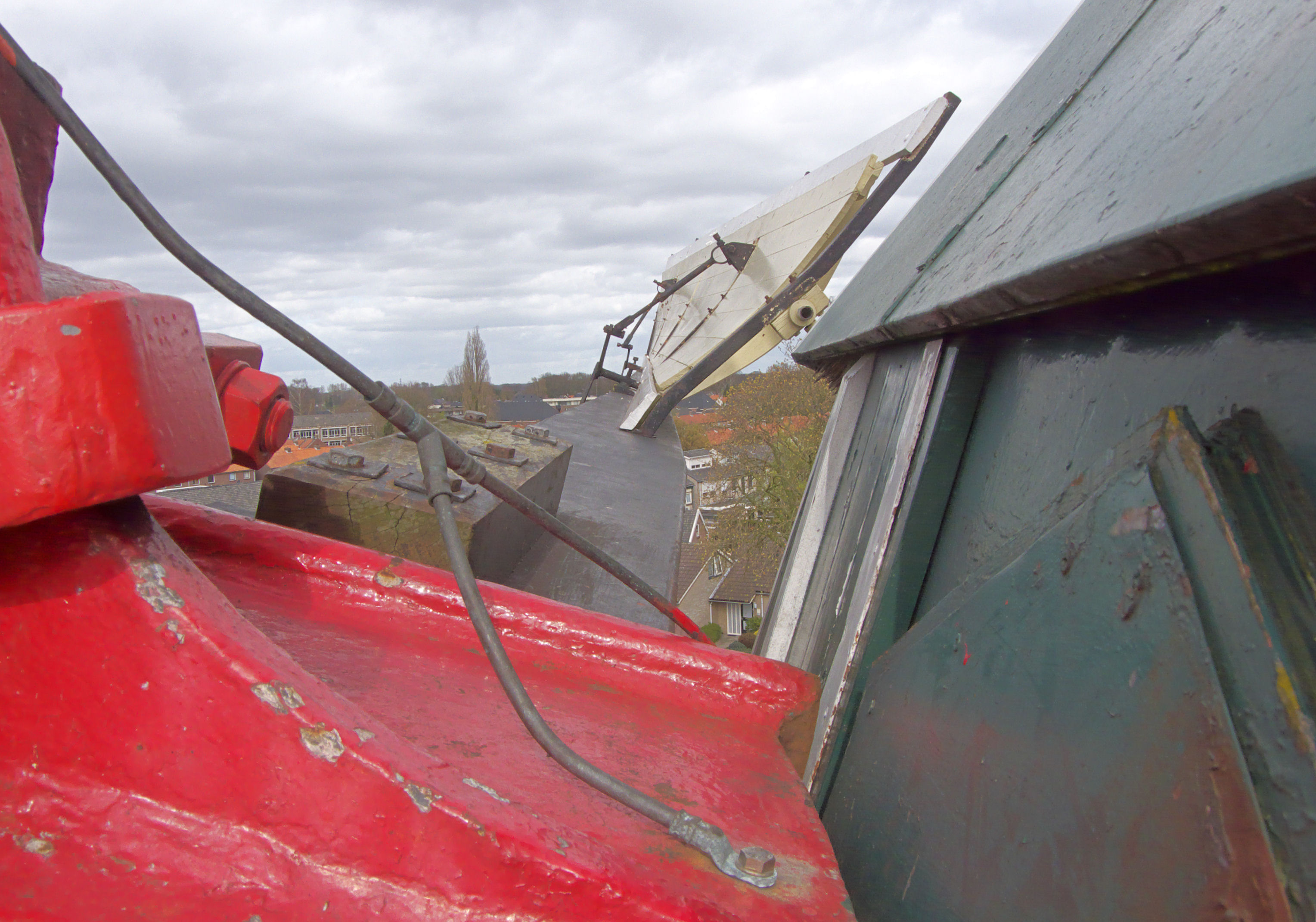
Ten Have-klep met zeeg
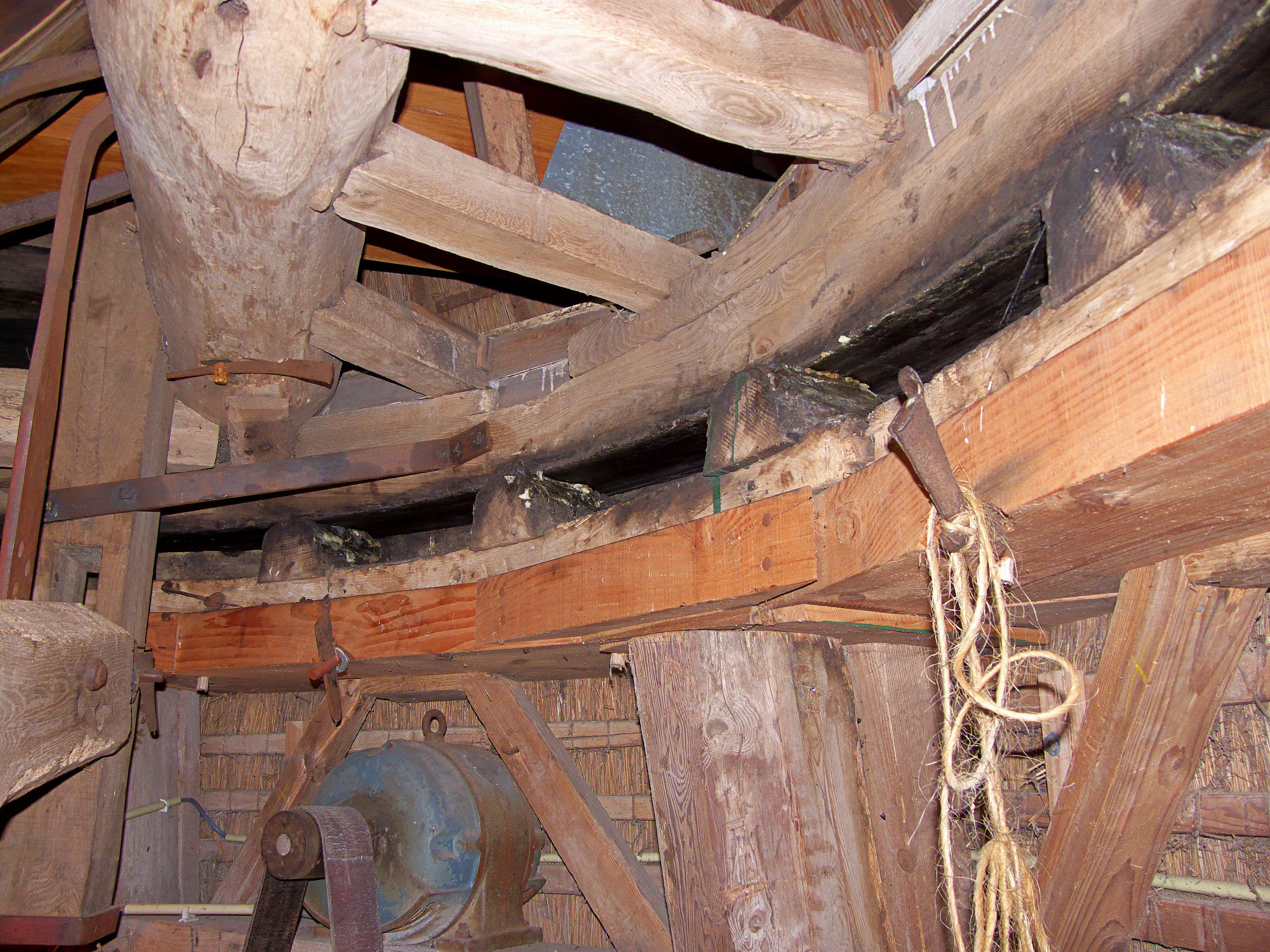
Rechter voeghout en kruineuten
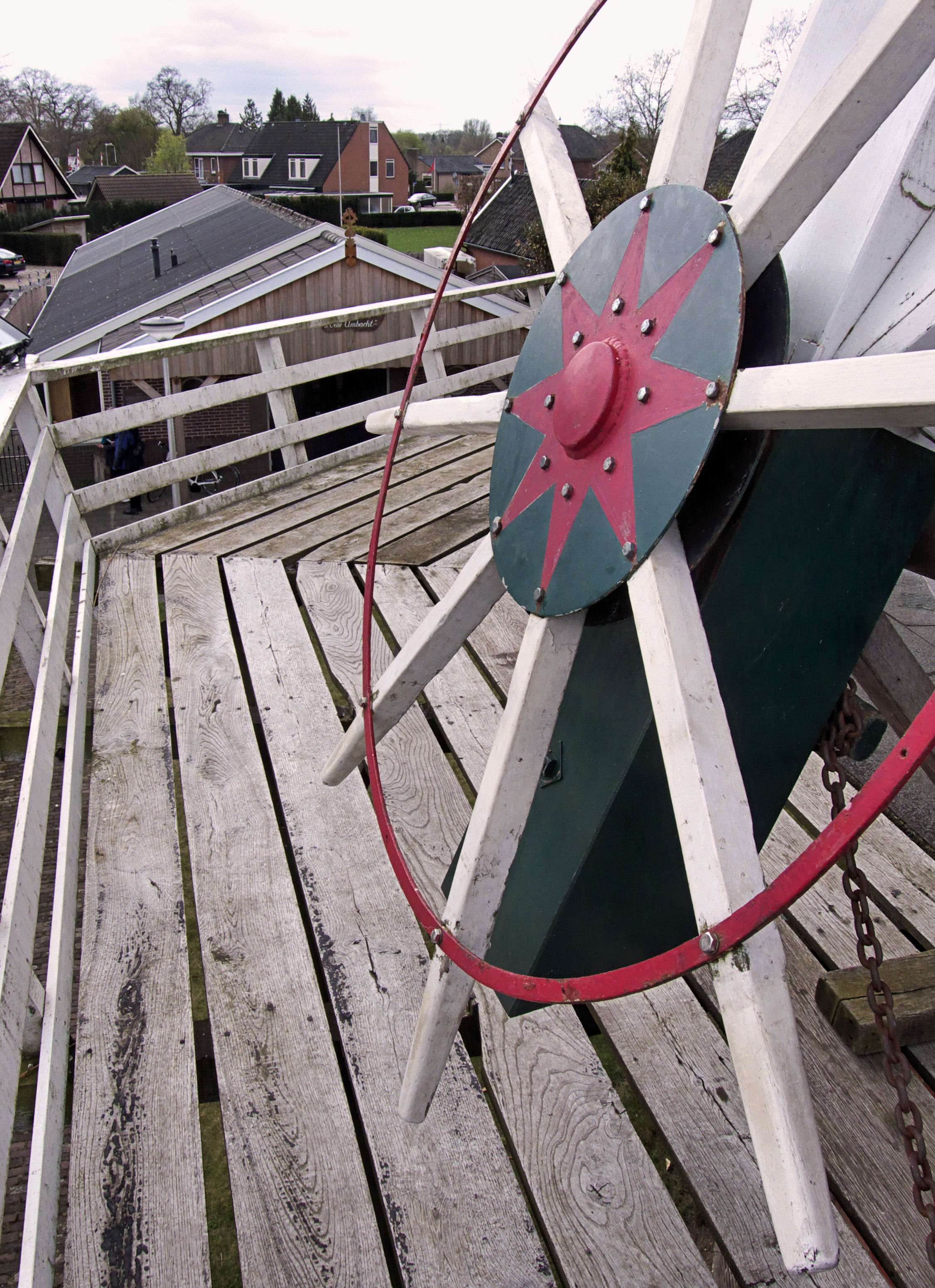
Kruiwiel
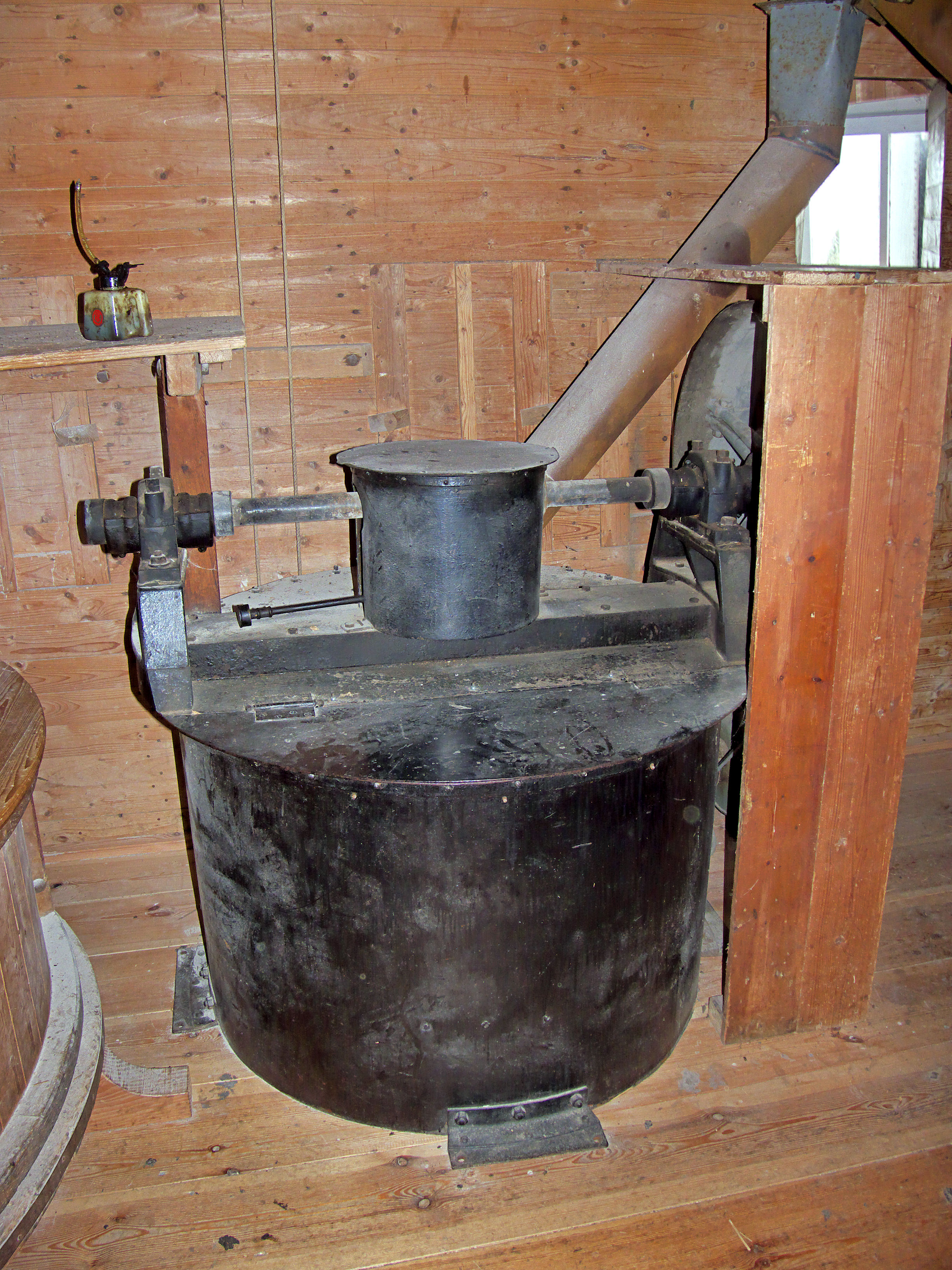
Stalen mengketel
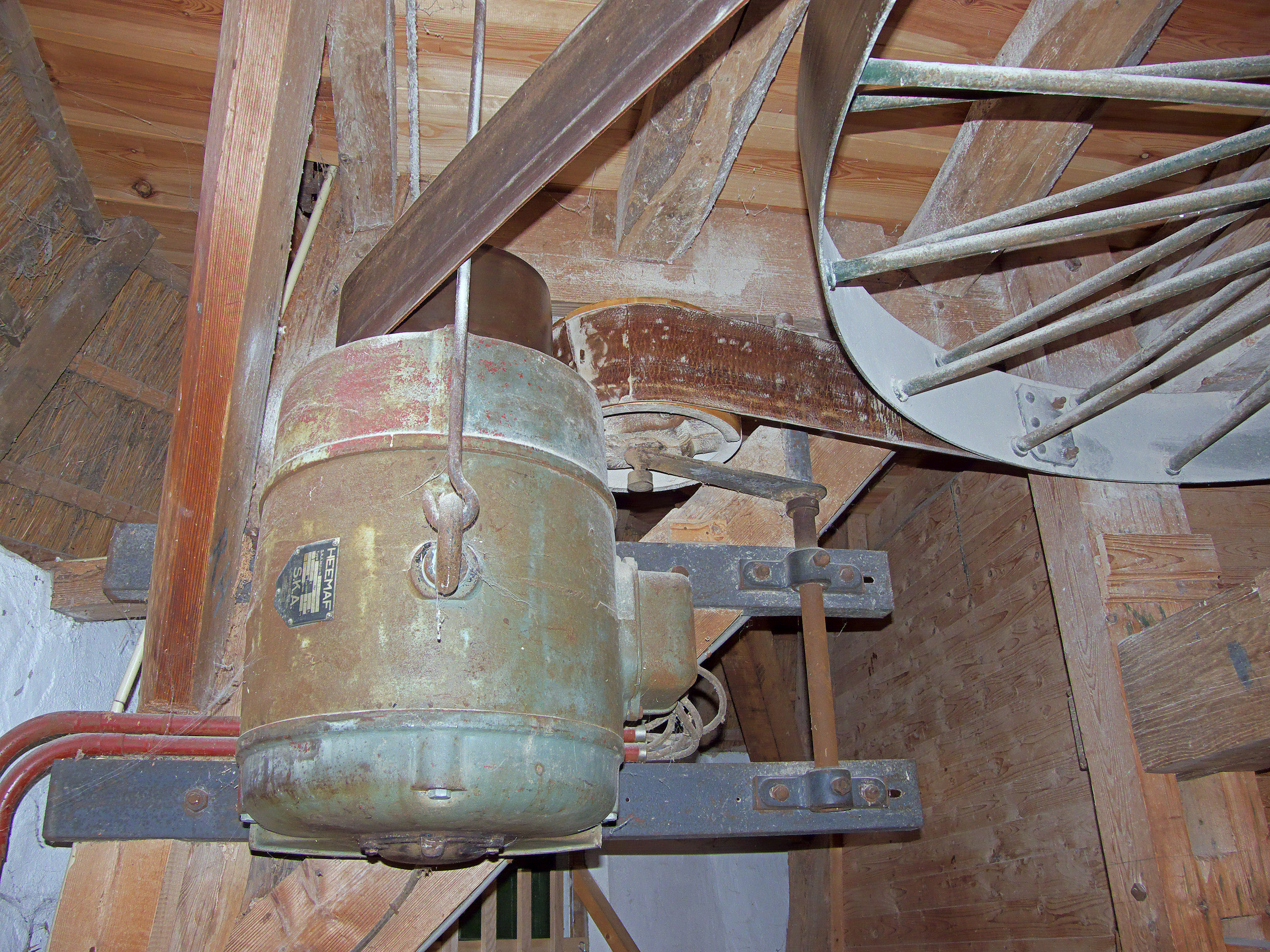
Elektrische aandrijving maalkoppel
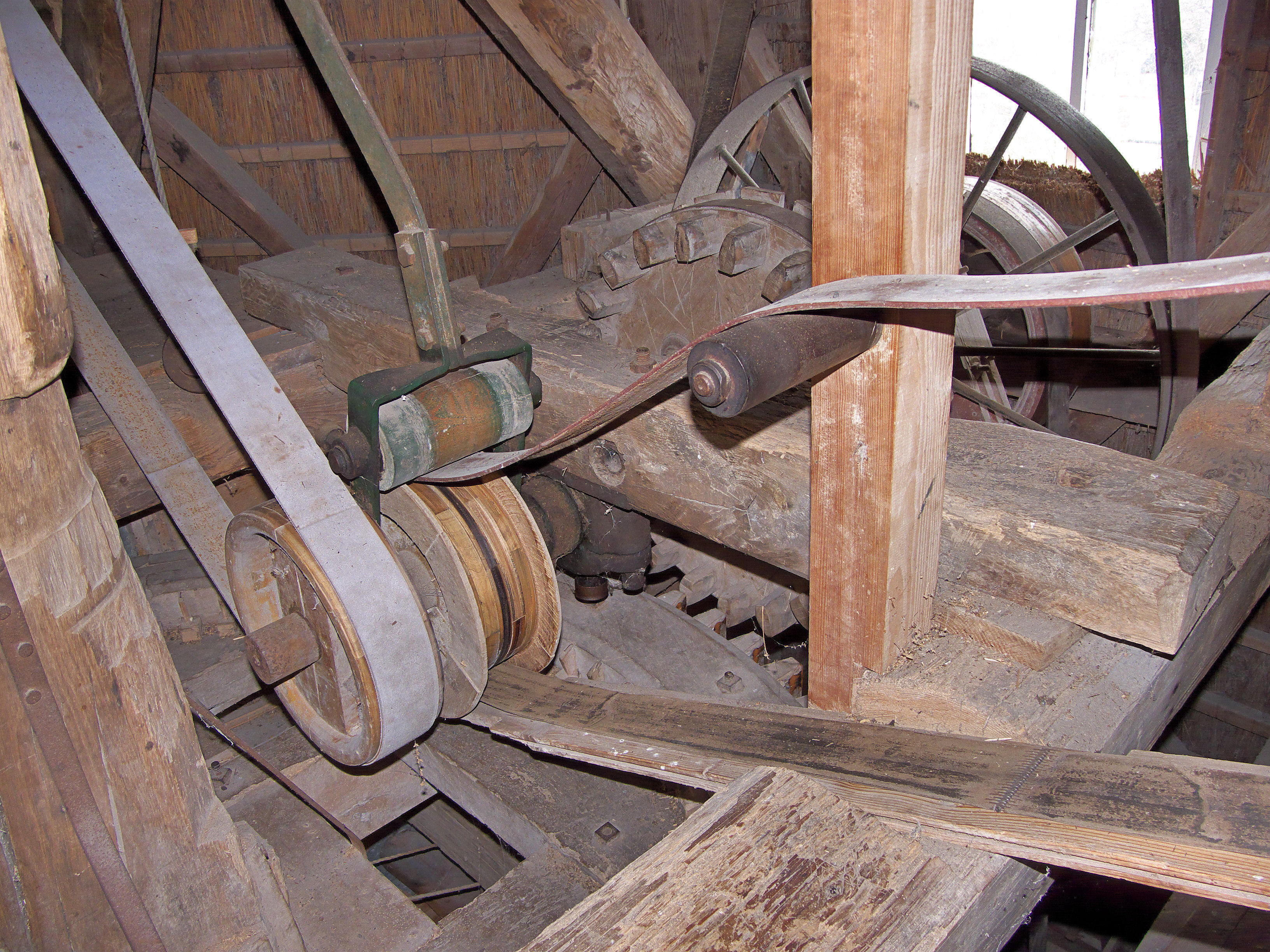
Aandrijving luiwerk en houten mengketel: elektrisch en op wind